# Ignacio de Herrera y Vergara
Ignacio Joaquín María de Herrera y Vergara (Santiago de Cali, 2 de julio de 1769-Bogotá, 11 de marzo de 1840) fue un abogado y catedrático colombiano.
Herrera participó en la firma del Acta de Independencia de 1810, y en la Asamblea que creó las Provinicias Unidas de la Nueva Granada, siendo posteriormente juzgado como traidor a la corona española por Pablo Morillo en 1816, recibiendo el indulto, por lo que fue uno de los pocos próceres de la Independencia de Colombia que no es considerado mártir, ya que no fue condenado a muerte.
Recibido el indulto, Herrera pudo ejercer su profesión de abogado y también como catedrático y abogado fiscal de su alma mater, el Colegio Mayor de Nuestra Señora del Rosario.

## Biografía
Según el cronista de la familia Arboleda e historiador Gustavo Arboleda, Herrera fue bautizado en la iglesia catedral de Santiago de Cali, el 2 de julio de 1769, y se supone que fue el mismo día de su alumbramiento, por lo que se establece como su fecha de nacimiento.
Herrera viajó a Popayán, centro cultural de la élite de su región, donde estudió literatura en el seminario de la ciudad. Luego se instaló en Santafe, capital del virreinato, donde estudio jurisprudencia en el Colegio de Nuestra Señora del Rosario, vistiendo la beca colegial, de donde se graduó en 1794.

## Familia
Ignacio era hijo de Manuel de Herrera y Fuentes, y de María Carmela Vergara y Cayzedo.
Su madre era sobrina del político Nicolás de Cayzedo, alferez real de Cali de 1744 a 1758, y nieta de Nicolás de Cayzedo e Hinestroza, alcalde de Cali entre 1694 y 1703, con lo cual María Carmela pertenecía a la élite caucana.